# Туржанский, Александр Александрович
Александр Александрович Туржанский (1898—1982) — советский военачальник, генерал-майор авиации (4.06.1940).

## Биография
Родился 27 июня 1898 года (по новому стилю) в Смоленске в семье заместителя начальника Смоленского почтово-телеграфного округа статского советника Александра Александровича Туржанского, участника русско-турецкой войны 1877—1878 годов. Мать — Евгения Павловна, урождённая Алферьева.
В феврале 1917 г. Александр был призван в российскую армию рядовым в 25-й Смоленский пехотный полк, воевал на Юго-Западном фронте, был ранен под Тернополем. В марте 1918 года добровольцем вступил в Красную Армию. В мае 1918 г. в Москве на территории бывшего завода Михельсона принял присягу — клятву на верность Революции и Советской власти. На этой присяге присутствовали В. И. Ленин и Я. М. Свердлов. После принятия присяги в составе бойцов 1-го Варшавского Красного полка был отправлен на фронт. Служил в 7-м истребительном авиаотряде мотоциклистом-связным. Участник боёв против немецких войск и петлюровцев. Участник обороны Царицына в 1919 году. В 1920 году воевал с белополяками под Львовом.
В декабре 1920 года по направлению командования поступил, после сдачи экзаменов, в Егорьевскую теоретическую школу авиации, куда приехал поступать и его брат Борис. Там они встретились и вместе учились.
После Егорьевска, в августе 1921 года поступил в 1-ю Зарайскую школу военных лётчиков, окончил её и стал красным военлётом. Окончил Московскую высшую авиационную школу.
Служил на Каче в Крыму, затем (в период с 1925 г. по начало 1931 г.) пилотом авиационной эскадрильи, командиром отряда и командиром 50-й штурмовой авиаэскадрильи в г. Киеве.
В 1931 году — командир авиабригады НИИ ВВС, базировавшейся в то время на Центральном аэродроме, который располагался на Ходынском поле в Москве.
С 1932-го по 1936 год служил в Гомеле командиром 8-й авиабригады штурмовой авиации, ставшей в период его командования одной из лучших авиационных частей РККА. Здесь А. А. Туржанским разрабатывались основы тактики и оперативного применения штурмовой авиации, на практике учений были показаны разработки. За большие заслуги в деле разработки тактики применения штурмовых самолётов некоторые авторы назвали Туржанского «отцом русской штурмовой авиации» . За заслуги в создании Красного военного флота Туржанский А. А. был награждён орденом Красной Звезды (1934 г.), первым из двух полученных им орденов Ленина (1936 г.), орденом Красного Знамени. В сентябре 1935 года командиру лучшей штурмовой авиационной части было присвоено воинское звание «комдив». В 1937 году получил назначение в г. Калинин (Тверь), где командовал 2-м авиационным корпусом дальней авиации.
23 июля 1938 года был арестован как участник «военно-фашистского заговора» против Советской власти. Доказано, что в то время органами НКВД применялись избиения и пытки, и многие их не выдерживали, признавались в том, чего не совершали и оговаривали других. А. А. Туржанский отказался признать своё участие в «заговоре» и свою вину. Он понимал, что никакого заговора не было, а была расправа над неугодными власти военными. Оговаривать кого бы то ни было А. А. Туржанский также отказался. Был сослан в лагерь на Колыме (п. Ветреный). Освобождён 29 февраля 1940 года за недоказанностью обвинения.
После освобождения А. А. Туржанский был назначен на должность помощника начальника по лётной подготовке в Таганрогскую школу авиации. 4 июня 1940 года Постановлением СНК СССР А. А. Туржанскому было присвоено звание генерал-майор авиации. В июле 1940 года он был назначен на должность начальника Качинской школы военных лётчиков. В этой должности он встретил начало Великой Отечественной войны. Благодаря решительным действиям, опыту и знаниям А. А. Туржанского в первый день войны были в основном сохранены самолёты и личный состав Качинской авиашколы: после получения предупреждения о возможном нападении врага самолёты были рассредоточены на аэродроме (на аэродромах, где самолёты стояли рядами, они были в первый день войны уничтожены вражеской авиацией), а личный состав авиашколы заранее выведен в поле.
С августа 1941 года преподавал в Военной академии командного и штурманского состава ВВС, эвакуированной в г. Чкалов.
19 февраля 1942 года А. А. Туржанский был арестован по обвинению в «пропаганде пораженческих настроений, клевете на командный состав Красной Армии и восхвалении германских войск». А. А. Туржанский действительно говорил ту правду, о которой говорить тогда запрещалось, в частности, о том, «что страна была недостаточно подготовлена к военным действиям, что силы противника недооценивались…, что сообщения Совинформбюро предназначены для масс и не соответствуют действительности, так как уменьшают наши потери и преувеличивают потери противника». Арест был вызван доносом сослуживца по академии.
А. А. Туржанский был заключён в тюрьму в одиночную камеру и находился под следствием, без суда и права переписки, до 1952 года. В 1952 году был осуждён на двенадцать лет заключения. В марте 1953 года умер Сталин. В конце июня 1953 года арестован Берия. Согласно выписке из протокола заседания Президиума ЦК КПСС от 13 июля 1953 года с грифом «строго секретно» был утверждён проект вышедшего затем секретного Постановления ЦК КПСС, обязывающего Военную коллегию Верховного суда пересмотреть дела осуждённых генералов и адмиралов Советской Армии.
После освобождения и лечения А. А. Туржанский был назначен заместителем начальника кафедры бомбардировочной авиации Военно-воздушной академии, в 1954 г. он окончил курсы усовершенствования в ВВА (в Монино), затем работал преподавателем кафедры тактики ВВС в Военно-воздушной инженерной академии им. Жуковского в Москве, где прослужил до декабря 1955 г. По состоянию здоровья был зачислен в запас, затем отправлен в отставку. С 1957 года по 1976 год работал в Московском физико-техническом институте (МФТИ) в городе Долгопрудном — легендарном физтехе — сначала преподавателем на военной кафедре, затем заместителем декана по общим вопросам Факультета общей и прикладной физики. А. А. Туржанский пользовался большим уважением среди сотрудников знаменитого физтеха.
Умер в Москве 2 июля 1982 года.

## Воинские звания
- Комдив (28.11.1935[6])
- Генерал-майор авиации (4.06.1940[7])

## Награды
Награждён двумя орденами Ленина, орденом Красного знамени, орденом Трудового Красного Знамени, орденом Красной Звезды, медалью «За боевые заслуги» и другими медалями СССР.